# لینیتیس پلاستیکا

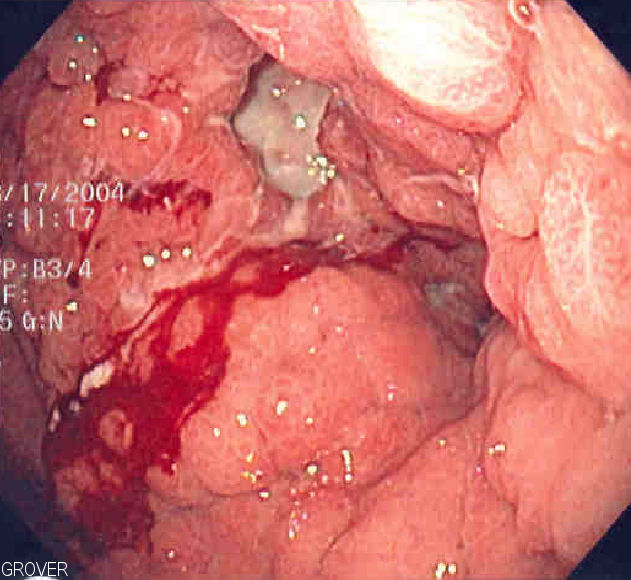
تصویری آندوسکوپیک از لینیتیس پلاستیکا که در آن خونریزی از جدار معده دیده می‌شود.

لینیت پلاستیکا یا لینیتیس پلاستیکا (انگلیسی: Linitis plastica) که با نام‌های دیگری همچون «بیماری برینتون» و «معدهٔ بطری چرمی» هم شناخته می‌شود، نوعی سرطان معده ارتشاحی و منتشر است.
علت بروز این بیماری خوردن قلیاب یا متاستاز به معده از نواحی دیگر به‌ویژه سرطان‌های پستان و ریه است. لینیت پلاستیکا ارتباطی به آلودگی با هلیکوباکتر پیلوری یا گاستریت مزمن ندارد. عوامل زمینه‌ساز بیماری نامشخص است، بجز جهش‌های ارثی در ژن ای-کادهرین که در حدود ۵۰٪ از سرطان‌های منتشرِ معده دیده می‌شود.

## علائم و نشانه‌ها
ویژگی سرطان منتشر معده، حضور یاخته‌های توموری تمایز نیافته‌است. در زیر میکروسکوپ، نمای «سلول‌های نگین انگشتری» دیده می‌شود که در واقع، سلول‌های توموری هستند که داخل‌شان ذرات کوچک موسینی وجود دارد که هستهٔ سلول را به گوشه‌ای رانده‌است.
نمای ظاهری معده هم شبیه «بطری چرمی» است. در این حالت، معده دیواره‌ای ضخیم و سفت دارد که علتش ارتشاح یاخته‌های تومور به جدار آن و فیبروز گسترده‌است.
اسهال ممکن است یکی از علائم آغازین بیماری باشد.

## مبتلایان مشهور
عقیده بر آن است که ناپلئون بناپارت و بسیاری از اعضای خانواده‌اش به سبب ابتلا به این بیماری درگذشته‌اند؛ هرچند برخی نیز بر این باورند که علت مرگ ناپلئون، مسمومیت با آرسنیک بوده‌است.